# Calliandra vespertina
Calliandra vespertina là một loài thực vật có hoa trong họ Đậu. Loài này được (Macfad.) Benth. ex B.D. Jacks. miêu tả khoa học đầu tiên năm 1895.